# 그 여자의 숨소리
"그 여자의 숨소리"는 1995년에 개봉한 대한민국의 영화이다.

## 캐스팅
- 유다영
- 이동준
- 김진화
- 윤양하
- 강규영
- 권성영
- 조학자
- 봉두개
- 김진우
- 김재겸
- 남대영
- 우종선
- 김광영
- 임완규
- 오지선
- 이정민
- 최순예
- 황윤희
- 김순복
- 박미자
- 성경옥
- 최진옥
- 여원동
- 정귀동
- 김나래
- 김영민
- 이민지
- 김행자